# Luis Ibarra Landete
Luis Ibarra Landete (Vitòria, Àlaba, 18 de juliol de 1917 - 10 de maig de 1983) fou un militar i polític basc, alcalde de Vitòria durant la dictadura franquista.

## Biografia
Membre d'una família alabesa de sastres i militar de professió, inicià la seva carrera política jove i sense un passat polític ben definit. Vinculat amb l'empresariat local, creà al costat del seu pare una empresa metal·lúrgica i en els anys seixanta participa en empreses de la construcció.
En la seva etapa com a Alcalde de Vitòria fou responsable del desenvolupament real de les zones industrials, on va substituir Gonzalo de Lacalle y Leloup i fou substituït per Manuel María Lejarreta Allende. Fou president del Club Deportivo Logroñés (1953-1954).
Promotor en 1957 del polígon industrial de Gamarra-Betoño, element decisiu que convertí definitivament Vitòria en punt de referència industrial a nivell estatal, autèntic “Pol de desenvolupament”, anterior a les polítiques de promoció del Plan de desarrollo basades en el sistema de pols.
| «                                                                      | "...Davant la total seguretat que l'automobilística francesa Citröen se situaria a Vitòria, l'Ajuntament va actuar decididament en l'adquisició d'una gran extensió de terreny rústic situada entre els pobles de Gamarra i Betoñu. La decisió final del govern d'impulsar la instal·lació de l'empresa a Vigo va deixar al consistori de Vitòria en una situació difícil, en haver-se endeutat en aquella labor. No obstant això, la qual cosa semblava un ensopec va suposar la possibilitat d'aplicar efectivament el control de la industrialització que des de l'Ajuntament es buscava. Els terrenys adquirits componien una àmplia zona de sòl industrial, ben comunicada –en la sortida cap a Guipúscoa i Biscaia-, amb dos cabalosos rius al costat d'ella –el Zadorra i el San Tomás-, i prou allunyada del centre urbà.." | » |
| — entrevista realitzada el 15 de maig de 2007 al regidor Ruiz Infante. | |   |

El 1963 va ser aprovat el Pla General d'Ordenació Urbana que assenyalava les directrius a seguir en el creixement industrial i urbanístic de Vitòria. El 1965 inicia el polígon industrial ‘Ali-Gobeo’ situat a l'est de la ciutat. En 1966 deixà de ser alcalde de Vitòria i fou nomenat governador civil de Guadalajara, càrrec que va ocupar fins a 1970.
El 7 de juliol de 1975 va ser nomenat president de l'Hermandad de Alféreces Provisionales d'Àlaba

## Parlamentari
Procurador a les Corts durant el franquisme, en representació de l'Administració Local per la seva condició d'alcalde de Vitòria en la V Legislatura de les Corts Espanyoles (1955-1959).
En la X Legislatura de les Corts Espanyoles (1971-1977) fou elegit com a representant del Terç Familiar per la província d'Àlaba, obtenint 23 233 vots d'un total de 48 494 votants. L'altre procurador alabèss fou Alfredo Marco Tabar
Fou un dels 59 procuradors que el 18 de novembre de 1976 a les Corts Espanyoles votaren en contra de la Llei per a la Reforma Política que derogava els Principios Fundamentales del Movimiento.

## Escrits
- “Aportación del municipio a la industrialización del país”, Revista Financiera del Banco de Vizcaya, número extraordinari dedicat a la província d'Àlaba, octubre de 1965, pp. 129–146.